# Liga Sul de Futsal de 2012
A Liga Sul de Futsal de 2012, foi a 7ª edição da competição, a qual, contou com a participação de 4 clubes, da Região Meridional do país. Sua organização, foi de competência da Confederação Brasileira de Futsal.

## Regulamento
- Os 4 times formam um grupo único, se enfrentando entre si em turno, sendo que o primeiro colocado garante o título do torneio e vaga na Superliga de Futsal de 2013.

## Participantes em2013
| Clube    | Cidade            | Estado            |
| -------- | ----------------- | ----------------- |
| ADHering | Blumenau          | Santa Catarina    |
| ADV      | Videira           | Santa Catarina    |
| ALAF     | Lajeado           | Rio Grande do Sul |
| Marreco  | Francisco Beltrão | Paraná            |

## Classificação
|   | Time     | Pts | J | V | E | D | GP | GC | SG | GA   |
| - | -------- | --- | - | - | - | - | -- | -- | -- | ---- |
| 1 | ADHering | 6   | 3 | 2 | 0 | 1 | 8  | 7  | 1  | 1,14 |
| 2 | Marreco  | 4   | 3 | 1 | 1 | 1 | 11 | 8  | 3  | 1,38 |
| 3 | ADV      | 4   | 3 | 1 | 1 | 1 | 7  | 7  | 0  | 1,00 |
| 4 | ALAF     | 3   | 3 | 1 | 0 | 2 | 2  | 6  | -4 | 0,33 |

|  | Campeão |

### Confrontos

#### Primeira Rodada
| 25 de outubro | Marreco                                                                     | 4 – 0     | ALAF | Ginásio de Esportes Medalhão, Videira                                                                                                 |
| 19:00         | Serrão 12:07' · Rato 18:34' · Gilson Júnior 38:50' (g.c.) · Oliveira 39:20' | Relatório |      | Árbitro: Sérgio Dionísio da Silva Árbitro2:Emerson Fernandes Rorato Cronometrista: Jairo Roberto Elias Anotador: Gilmar Edson Maertne |

| 25 de outubro | ADV                               | 3 – 2     | ADHering                    | Ginásio de Esportes Medalhão, Videira                                                                                            |
| 20:30         | Jamur 6:03' · Padilha 9:24' 9:50' | Relatório | Vitor 32:08' · Jonas 37:19' | Árbitro: Telmo Moraes Teixeira Árbitro2:Elvio Kertelt Legnani Cronometrista: Gilmar Edson Maertner Anotador: Jairo Roberto Elias |

#### Segunda Rodada
| 26 de outubro | ADHering                    | 2 – 1     | ALAF          | Ginásio de Esportes Medalhão, Videira                                                                                                |
| 19:00         | Jonas 18:03' · Maico 18:42' | Relatório | Missio 12:58' | Árbitro: Emerson Fernandes Rorato Árbitro2: Elvio Kertelt Legnani Cronometrista: Gilmar Edson Maertner Anotador: Jairo Roberto Elias |

| 26 de outubro | ADV                                                | 4 – 4     | Marreco                                                    | Ginásio de Esportes Medalhão, Videira                                                                                              |
| 20:30         | Jamur 19:25' 33:43' · Edinho 29:47' · Negão 38:18' | Relatório | Oliveira 6:24' · Doda 10:03' · Rato 12:44' · Serrão 12:07' | Árbitro: Sérgio Dionísio da Silva Árbitro2:Telmo Moraes Teixeira Cronometrista: Jairo Roberto Elias Anotador: Gilmar Edson Maertne |

#### Terceira Rodada
| 27 de outubro | ADHering                                              | 4 – 3     | Marreco                                      | Ginásio de Esportes Medalhão, Videira                                                                                               |
| 17:00         | Rodolfo 26:18' · Maico 36:36' 39:46' · Cleiton 38:31' | Relatório | Rato 22:17' · Serrão 36:24' · Canhoto 37:41' | Árbitro: Telmo Moraes Teixeira Árbitro2: Emerson Fernandes Rorato Cronometrista: Jairo Roberto Elias Anotador: Gilmar Edson Maertne |

| 27 de outubro | ADV | 0 – 1     | ALAF         | Ginásio de Esportes Medalhão, Videira                                                                                                |
| 18:30         |     | Relatório | Mateus 6:18' | Árbitro: Sérgio Dionísio da Silva Árbitro2: Elvio Kertelt Legnani Cronometrista: Gilmar Edson Maertner Anotador: Jairo Roberto Elias |

## Premiação
| Liga Sul de Futsal de 2013   |
| Santa Catarina               |
| ---------------------------- |
| ADHering Campeão (1º título) |

## Artilharia
| 3 gols - Serrão (Marreco) - Jamur (ADV) - Rato (Marreco) - Maico (ADHering) 2 gols - Padilha (ADV) - Jonas (ADHering) - Oliveira (Marreco) 1 gol - Cleiton (ADHering) - Cristiano (ADHering) - Vitor (ADHering) - Doda (Marreco) | 1 gol (continuação) - Missio (ALAF) - Edinho (ADV) - Mateus (ALAF) - Canhoto (Marreco) - Negão (ADV) Gols contra - Gilson Júnior (ALAF, para Marreco) |